# Erizada metarhoda
Erizada metarhoda är en fjärilsart som beskrevs av Walker 1865. Erizada metarhoda ingår i släktet Erizada och familjen trågspinnare. Inga underarter finns listade i Catalogue of Life.